# Stegastes gascoynei
Stegastes gascoynei е вид бодлоперка от семейство Pomacentridae. Видът не е застрашен от изчезване.

## Разпространение и местообитание
Разпространен е в Австралия (Коралови острови, Куинсланд, Лорд Хау и Нов Южен Уелс), Нова Зеландия, Нова Каледония и Остров Норфолк.
Обитава крайбрежията на океани, морета и рифове в райони с тропически и умерен климат. Среща се на дълбочина от 1 до 30 m, при температура на водата от 25,8 до 27,1 °C и соленост 35 – 35,4 ‰.

## Описание
На дължина достигат до 15 cm.
Популацията на вида е намаляваща.